# Societas Rosicruciana in Anglia

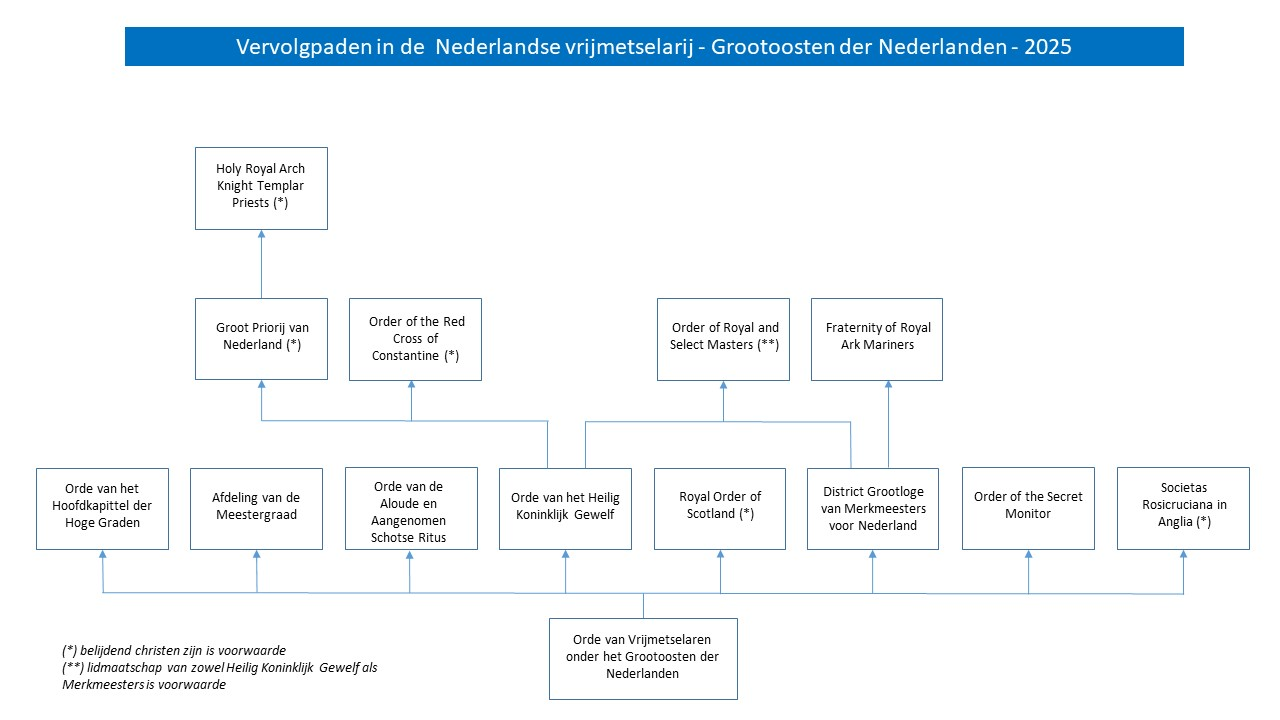
Vervolgpaden Grootoosten der Nederlanden

De Societas Rosicruciana in England (SRIA) is een Engelse christelijk-esoterische orde. De bijeenkomsten er van vinden plaats in zogeheten Colleges, de leden ervan spreken elkaar aan als Frater. In Nederland zijn drie Colleges gevestigd.  
Lidmaatschap van de Societas Rosicruciana is in Nederland mogelijk voor meester vrijmetselaren vanuit de symbolieke – of 'blauwe' - loges van de Orde van Vrijmetselaren onder het Grootoosten der Nederlanden. De orde wordt niet erkend als officieel vervolgpad voor meester vrijmetselaren door het Grootoosten der Nederlanden, maar gezien als studiegenootschap.   
Onderwerpen van studie zijn metafysica, christendom, filosofie en onderwerpen uit de Westerse esoterie als  hermetisme, alchemie en de kabbala. Hiervan worden ook de geschiedenis en de onderlinge relaties onderzocht.  Elk lid heeft daarbij de volledige vrijheid te bestuderen wat hij wil en zijn inzicht en ervaring te delen, dit gebeurt middels voordrachten en 'papers' alsmede door uitwisseling van gedachten. Aan elk College is een studiegroep verbonden, naast rituele bijeenkomsten vinden ook comparities van deze studiegroepen plaats op dezelfde wijze zoals in een symbolieke loge. 
De Societas Rosicruciana kent negen graden welke in drie groepen of orden zijn ingedeeld.
De eerste orde: 
- de eerste graad, Zelator
- de tweede graad, Theoreticus
- de derde graad, Practicus
- de vierde graad, Philosophus

De tweede orde, ook wel de 'Graden van Ingewijden' genoemd: 
- de vijfde graad, Adeptus Minor
- de zesde graad, Adeptus Major
- de zevende graad, Adeptus Exemptus

De derde orde, de bestuurlijke graden: 
- de achtste graad, Magister
- de negende graad, Magus

Het gedachtegoed van de SRIA is gebaseerd op de legende van Christiaan Rosenkreuz, de mythische oprichter van de orde van de Rozenkruisers, welke voor het eerst genoemd wordt in enkele geschriften uit het begin van de zeventiende eeuw zoals 'De Alchemische Bruiloft van Christiaan Rosenkreutz' (1616). De werkwijze en de rituelen van de orde vertonen daarnaast duidelijke overeenkomsten met die van de Orden des Gold- und Rosenkreutz, een Duitse rozenkruisersorganisatie voor vrijmetselaars uit de tweede helft van de achttiende eeuw.

## Structuur
Het hoogste bestuurlijk orgaan van de Societas Rosicruciana is de High Council, welke haar zetel heeft in Halthorpe Hall, North Yorkshire.  Aan het hoofd hiervan staat een driemanschap, bestaande uit de Supreme Magus, de Senior Substitute Magus en de Junior Substitute Magus. De Supreme Magus is hierbij 'primus inter pares'. Zij worden bijgestaan door een aantal andere bestuursleden, ook wel officieren genaamd, zoals de Secretary-General en de Treasurer-General. Binnen de High Council wordt gewerkt in de graden van de derde orde. 
De Colleges zijn ingedeeld in Provinces, per regio of per land. Elke Province wordt bestuurd door een Provincial Council onder leiding van een Chief Adept welke verantwoording aflegt aan de High Council. Zijn vervanger heet de Suffragan. Verder wordt hij bijgestaan door andere Provincal Officers zoals de Provincial Secretary en de Provincial Treasurer. Binnen de Provincial Council wordt gewerkt in de graden van de tweede orde. 
Een College wordt op zijn beurt voorgezeten door een Celebrant, ondersteund door een aantal officieren. Binnen een College wordt gewerkt in graden van de eerste orde.   
Anno 2025 kent de SRIA 88 Colleges in Engeland, Australië, Nieuw-Zeeland, Canada, Wales, Frankrijk, Duitsland, Hongarije, India en Nederland. De SRIA onderhoudt vriendschappelijke betrekkingen met de United Grand Lodge of England en in Nederland met het Grootoosten der Nederlanden. 

## Province 'The Netherlands'
Binnen de Societas Rosicruciana vormt Nederland de Province ' The Netherlands'. Deze Province kent anno 2025 een drietal Colleges.
| Nr | Naam            | Datum van constitutie | Zetel     |
| -- | --------------- | --------------------- | --------- |
| 54 | The Netherlands | 22-05-1993            | Elspeet   |
| 63 | Hermes          | 02-08-1997            | Hilversum |
| 89 | Thoth           | 13-09-2014            | Hengelo   |

## Geschiedenis

### Ontstaan

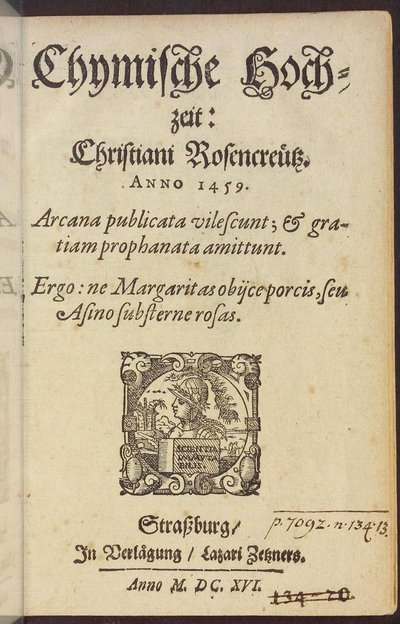
Titelblad 'De Alchemische bruiloft van Christian Rosenkreutz' (1616)

Op 31 december 1866 werden twee vooraanstaande Engelse vrijmetselaars, Robert Wentworth Little (1840-1878) en en William James Hughan (1841-1911), in Edinburgh ingewijd in de Societas Rosicruciana in Scotia. Van dit genootschap is weinig bekend, behalve dat het ook negen graden kende. Beide mannen werden snel ingewijd in de hogere graden ervan en op 1 juni 1867 werd door Robert Wenthworth Little - die als klerk en kassier werkzaam was bij de United Grand Lodge of England - in Londen de Rosicrucian Society of England opgericht, ook wel Brethren of the Rosy Cross genaamd. Robert Wenthworth Little werd daarbij verkozen tot Master-General, maar nam daarna op eigen gezag de titel van Supreme Magus aan.
Al snel werden Provincial Colleges - buiten Londen - gesticht, de eerste in 1869 in Bristol. Op 24 april 1874 onderging de structuur van de SRIA een ingrijpende verandering: acht leden met de graad van Magus en Magister vormden een nieuw lichaam, de High Council, dat voortaan de SRIA zou besturen. Tevens werd vanaf dat moment  het 'London College' voortaan 'Metropolitan College of England' genoemd, met een afzonderlijke positie binnen de SRIA. Het ambt van Master General werd afgeschaft, het hoofd van de SRIA heette voortaan Supreme Magus. Vanaf 1889 werd de naam van de orde officieel Societas Rosicruciana of England, hoewel de oude namen  ook nog wel worden gebruikt.
De hoofdzetel van de SRIA bevond zich tot 2022 in Hampstead, Londen maar is daarna overgebracht naar Halthorpe Hall, North Yorkshire. Hierbij is de biblotheek van de orde - welke een groot aantal zeer zeldzame rozenkruisersboeken en -geschriften bevat - in bruikleen gegeven aan het vrijmetselarijmuseum in Londen. Dit museum bevindt zich in Freemasons' Hall, de hoofdzetel van de United Grand Lodge of England.

## Trivia
- Het bestaan van de Societas Rosicruciana in Anglia heeft geleid tot de oprichting van verschillende soortgelijke organisaties. Zo werd in 1873 in Schotland de Societas Rosicruciana in Scotia (SRIS)[2] opgericht, welke overigens geen relatie had met de eerdere gelijknamige organisatie. In 1880 volgde de Societas Rosicruciana in Civitatibus Foederatis (SRICF)[3] in de Verenigde Staten. Van recenter datum - 2002 - is de Societas Rosicruciana in Lusitania (SRIL)[4] in Portugal. De verschillende organisaties onderhouden vriendschappelijke banden met elkaar.
- Drie vooraanstaande leden van de SRIA, William Robert Woodman, William Wynn Westcott en Samuel Liddell MacGregor Mathers richtten in 1887 de Hermetic Order of the Golden Dawn op. Zowel Woodman als Wynn Westcott hebben de functie van Supreme Magus van de SRIA vervuld. De Hermetic Order of the Golden Dawn was een magische orde, gewijd aan spirituele, filosofische en magische ontwikkeling. De orde bestond tot 1903, onder de leden waren bekende persoonlijkheden als William Butler Yeats, Aleister Crowley en Bram Stoker.
- Een vervolgpad op de Societas Rosicruciana in Anglia wordt op zijn beurt gevormd door de Royal Order of Eri. Deze orde - welke niet actief is in Nederland - zou afstammen van een oude orde in Ierland welke was opgericht door de koningen van Ierland. Zij is alleen toegankelijk voor leden van de Societas Rosicruciana vanaf de vijfde graad.

## Appendix
Vrijmetselarij · Beginselen · Geschiedenis · Symbolen · Vrijmetselaarsloge · Ordegrondwet · Obediëntie · Regulariteit en irregulariteit · Ritus · Graden · Grootmeester · Gemengde vrijmetselarij · Para-vrijmetselarij · Antivrijmetselarij · Vrijmetselarij in Nederland · Vrijmetselarij in België